# Смит, Чарльз Мартин
Чарльз Мартин Смит (30 октября 1953) — американский актёр.

## Биография
Чарльз Мартин Смит родился 30 октября 1953 года в городе Ван-Найс, штат Калифорния. Его отец, Фрэнк Смит, был карикатуристом и аниматором фильмов. Смит провёл три года в Париже, где его отец руководил англоязычной филиалом французской студии анимации. Учился в средней школе Grover Cleveland, затем в Университете штата Калифорния, где получил степень бакалавра в области театра.

## Личная жизнь
Женат на Урсуле Мартин, которая родила ему одного ребёнка.

## Фильмография
| Год  |    | Русское название            | Оригинальное название  | Роль                  |
| ---- | -- | --------------------------- | ---------------------- | --------------------- |
| 1973 | ф  | Американские граффити       | American Graffiti      | Терри «Лягушка» Филдс |
| 1979 | ф  | Новые американские граффити | More American Graffiti | Терри «Лягушка» Филдс |
| 1983 | ф  | Не зови волков              | Never cry wolf         | Биолог Тайлер         |
| 1984 | ф  | Человек со звезды           | Starman                | Марк Шермайн          |
| 1987 | ф  | Неприкасаемые               | The Untouchables       | агент Оскар Уоллес    |
| 1989 | ф  | Эксперты                    | The Experts            | мистер Смит           |
| 1992 | ф  | Пятьдесят на пятьдесят      | Fifty/Fifty            | Мартин Спру           |
| 1998 | ф  | Столкновение с бездной      | Deep Impact            | доктор Маркус Вульф   |
| 2005 | тф | Икона                       | Icon                   | доктор                |